# أدونيس هيلاريو
أدونيس هيلاريو (1 يناير 1965 - ) هو لاعب كرة قدم برازيلي في مركز الهجوم. لعب مع بوتافوغو ريغاتاس وديبورتيفو سابريسا ونادي ديبورتيفو أوليمبيا وBrujas F.C. ‏ وSacachispas ‏ ونادي هيريديانو ونادي أكويلا.